# Atypus sutherlandi
Espèce
Atypus sutherlandi est une espèce d'araignées mygalomorphes de la famille des Atypidae.

## Systématique
L'espèce Atypus sutherlandi a été décrite en 1935 par le zoologiste indien H. Chennappaiya (d) dans une publication rédigée par l'entomologiste et arachnologue britannique Frederic Henry Gravely (d) (1885-1965).

## Distribution
Cette espèce est endémique du district de Darjeeling au Bengale-Occidental en Inde,.

## Description
La femelle holotype mesure 15,2 mm et le mâle 8,5 mm.

## Étymologie
Cette espèce est nommée en l'honneur du Dr William Summers Sutherland de Kalimpong.

## Publication originale
- (en) F. H. Gravely, « Notes on Indian Mygalomorph Spiders, II », Records of the Indian Museum, Calcutta, Inconnu, vol. 37, no 1,‎ 1935, p. 69-84 (ISSN 0375-099X, OCLC 1427183, DOI 10.26515/RZSI/V37/I1/1935/163007, lire en ligne).